# The Five O'Clock Girl
Cet article concerne la comédie musicale de 1927. Pour le film de Robert Z. Leonard, voir The Five O'Clock Girl (film).
The Five O'Clock Girl est une comédie musicale américaine produite à Broadway en 1927, avec un livret de Guy Bolton et Fred Thompson, sur une musique de Harry Ruby.
La première représentation a eu lieu à New York au 44th Street Theatre le 10 octobre 1927. Le 16 avril 1928 elle est déplacée au Shubert Theatre où ont lieu un total de 280 représentations. Le metteur en scène est John Harwood et le chorégraphe est Jack Haskell.
Elle a été adaptée au cinéma en 1928 par Robert Z. Leonard pour la Metro-Goldwyn-Mayer, avec Marion Davies et Joel McCrea dans les rôles principaux, mais le film n'est jamais sorti en salles, parce que le producteur William Randolph Hearst avait décidé qu'il n'était pas satisfait du résultat.
Une adaptation a été présentée à Londres à partir du 21 mars 1929.
La pièce a été remontée à Broadway entre le 22 janvier et le 8 février 1981, avec Lisby Larson, Richard Ruth, Roger Rathburn, Dee Hoty, et Pat Stanley.

## Liste des chansons de la pièce de 1927
Acte I
- I'm One Little Party
- We Want You
- Thinking of You
- Happy Go Lucky
- Up in the Clouds
- Any Little Thing
- Following in Father's Footsteps
- Lonesome Romeos
- Tea Time Tap
- Thinking of You (Reprise)

Acte II
- Who Did?
- Society Ladder
- Tell the World I'm Through
- Up in the Clouds (Reprise)
- Who Did? (Reprise)

## Liste des chansons de la reprise en 1981
Acte I
- In the Old Neighborhood
- Keep Romance Alive
- Thinking of You
- I'm One Little Party
- Up in the Clouds
- My Sunny Tennessee
- Any Little Thing
- Manhattan Walk

Acte II
- Long Island Low Down
- Who Did? You Did!
- Any Little Thing (Reprise)
- Nevertheless,
- All Alone Monday
- Dancing the Devil Away
- Up in the Clouds (Reprise)